# Amla (Madhya Pradesh)
Amla ist eine Stadt im indischen Bundesstaat Madhya Pradesh. Die Stadt liegt im Südteil des Bundesstaates.
Die Stadt ist Teil des Distrikts Betul. Amla hat den Status eines Municipal Councils. Die Stadt ist in 18 Wards gegliedert. Sie hatte am Stichtag der Volkszählung 2011 30.215 Einwohner, von denen 15.562 Männer und 14.653 Frauen waren. Hindus bilden mit einem Anteil von über 88 % die Mehrheit der Bevölkerung in der Stadt. Die Alphabetisierungsrate lag 2011 bei 89,04 % und damit deutlich über dem nationalen Durchschnitt.
Vor der Unabhängigkeit wurde der Ort von den Briten zur Aufbewahrung ihrer Munition genutzt. Der Name leitet sich von dem englischen Begriff „Ammunition Land“ ab, der später mit Amla abgekürzt wurde.
Die Bahnhof von Amla verbindet die Stadt mit dem Rest des Landes. Die Station ist Teil der Central Railway Zone der Indian Railways.